# Forn d'oli de ginebre de Torà
El Forn d'oli de ginebre de Torà és un forn d'oli de ginebre de Riba-roja d'Ebre (Ribera d'Ebre) protegida com a Bé Cultural d'Interès Local.

## Descripció
Es tracta d'una construcció en pedra feta per a destil·lar, via escalfor, l'oli de ginebre.
Ubicat a la vall Morta, en un lloc de fàcil accés, per la carretera que va de la Pobla de Massaluca just passat el km 7, a 200 m, es puja pel camí uns 300 m.
Es troba en mal estat. Queden poques restes de l'edificació i la llisera de roca es troba tapada per la terra de conreu.